# Metaprogramma (NLP)
Een metaprogramma is een begrip binnen Neurolinguïstisch Programmeren (NLP) waarmee het patroon wordt aangeduid dat bepaalt hoe een persoon binnen een gegeven context waarneemt, denkt en zich gedraagt. Het is van oorsprong een metafoor waarmee het menselijk brein als een computer wordt voorgesteld. Buiten NLP worden andere benamingen gebruikt, zoals cognitieve denkstijlen.
Metaprogrammavoorkeuren kunnen wijzigen naargelang de context. Zo kan men op het werk bijvoorbeeld een persoon zijn die snel initiatief neemt, terwijl men op vakantie het initiatief liever aan iemand anders overlaat. NLP onderscheidt een hele reeks van dergelijke metaprogramma's.
Metaprogramma's worden bepalend geacht voor werkhouding en motivatie. Als de context overeenkomt met de metaprogrammavoorkeuren heeft deze context een motiverender werking dan wanneer de context niet met de voorkeuren overeenkomt. Bijvoorbeeld als een initiatiefrijk persoon in een werkomgeving terechtkomt waar elke zin voor initiatief van hogerhand wordt afgeremd, bijvoorbeeld door een logge, bureaucratische beslissingsprocedure, dan wordt zoiemand lusteloos.
Met een vragenlijst kan men de persoonlijke metaprogrammavoorkeuren peilen.